# Municipio IX (2013)
Pour l’article homonyme, voir Municipio IX (2001-2013).
Le  Municipio IX, dit EUR, est une subdivision administrative de Rome située au sud-est de la ville.

## Géographie

### Situation
Le municipio occupe 183,17 km2 dans le sud-est de la ville de Rome et comprend notamment le quartier XXXII appelé EUR. Il abrite également les réserves naturelles de Decima Malafede et Laurentino-Acqua Acetosa.

## Historique
En mars 2013, il remplace l'ancien Municipio XII sur le même territoire.

## Subdivisions
Il est divisé en treize zones urbanistiques :
- 12a - EUR
- 12b - Villaggio Giuliano
- 12c - Torrino
- 12d - Laurentino
- 12e - Cecchignola
- 12f - Mezzocammino
- 12g - Spinaceto
- 12h - Vallerano-Castel di Leva
- 12i - Decima
- 12l - Porta Medaglia
- 12m - Castel Romano
- 12n - Santa Palomba
- 12x - Tor di Valle

## Politique et administration

### Municipalité
Le municipio est dirigé par un président et un conseil de 24 membres élus au suffrage direct pour cinq ans.

### Présidents
| Période     | Nom               | Parti politique        |
| ----------- | ----------------- | ---------------------- |
| 2013-2016   | Andrea Santoro    | Parti démocrate        |
| 2016-2021   | Dario D'Innocenti | Mouvement cinq étoiles |
| depuis 2021 | Teresa Di Salvo   | Parti démocrate        |